# British Rail Clase 43 (HST)
Clase 43 (HST) es la denominación TOPS de las cabezas tractoras diésel-eléctricas empleadas para remolcar los trenes de alta velocidad InterCity 125 de British Rail. Anteriormente nombradas como Clase 253 y Clase 254, fueron construidas por British Rail Engineering Limited entre 1975 y 1982, siendo puestas en servicio en el Reino Unido a partir de 1976.

## Historia y antecedentes
A principios de la década de 1970, el British Railways Board tomó la decisión de modernizar sus locomotoras de tracción diésel para remolcar los trenes expresos que operaban en sus líneas principales. Las limitaciones financieras eran estrictas, por lo que la electrificación masiva no era posible. Como resultado, se tuvo que desarrollar una nueva generación de trenes diésel de alta velocidad.
La experiencia con las locomotoras de alta velocidad de la Clase 55 Deltic había demostrado que reducir la carga por eje era esencial para evitar daños a la vía cuando se circulaba a altas velocidades de forma sostenida, y que incrementar la velocidad de giro de los motores diésel era la única forma de obtener una relación peso-potencia adecuada. Para impulsar un tren de alta velocidad hasta 125 mph (201,2 km/h), cada cabeza tractora tenía un nuevo motor diésel, el Paxman Valenta de 12 cilindros, que funcionaba a 1500 rpm y desarrollaba 2250 HP (2281,2 CV). Su peso de 70 toneladas se tradujo en una carga por eje de 17,5 toneladas.

## Desarrollo y diseño

### Prototipos

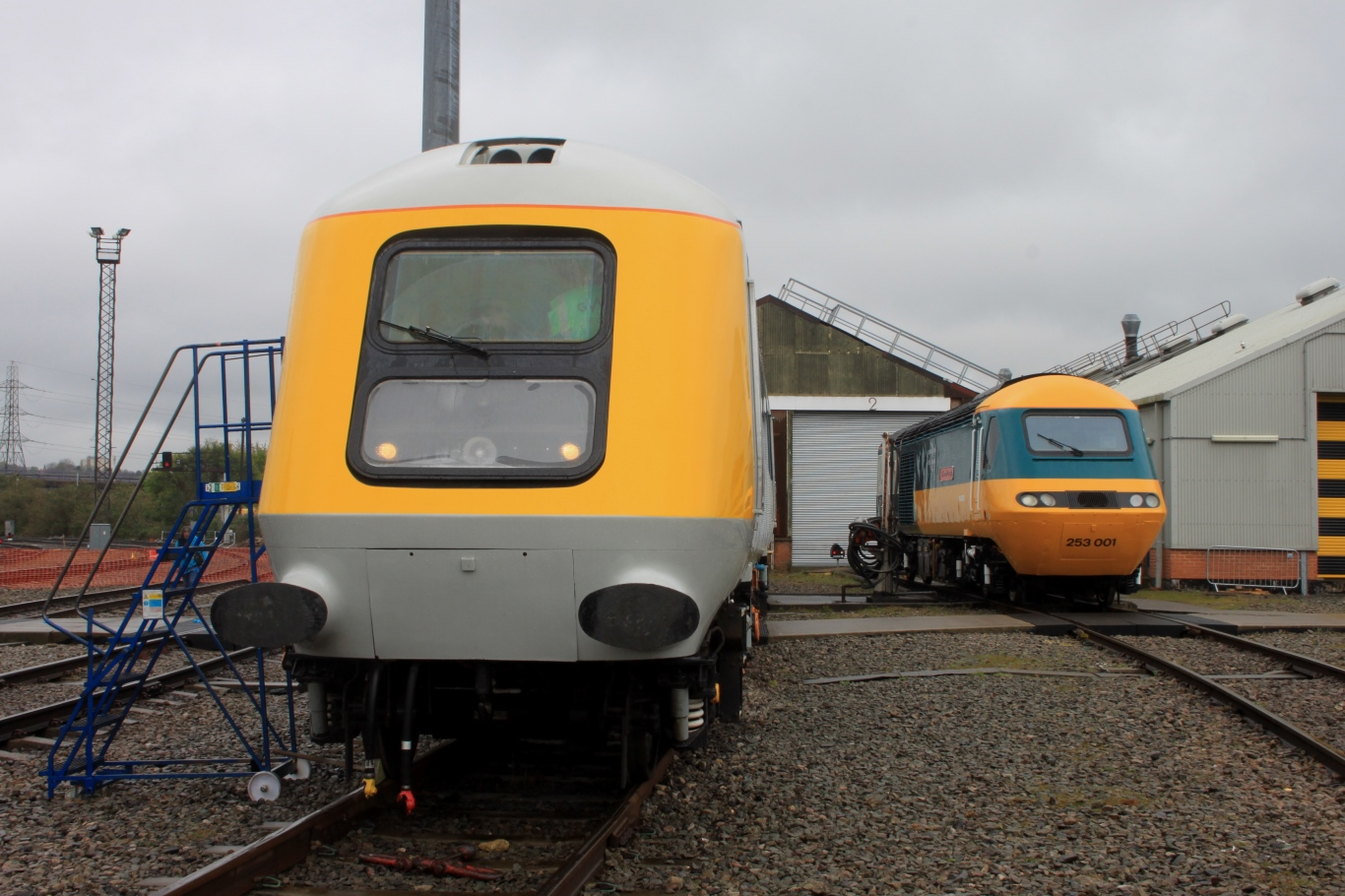
Prototipo de cabeza tractora 41001 (izquierda), con la primera unidad producida en serie al fondo (la 43002)

El conjunto de prototipos se desarrolló en el Railway Technical Centre de Derby, y las cabezas tractoras serían construidas por British Rail Engineering Limited (BREL) en los Talleres de Crewe, y los coches de pasajeros British Rail Mark 3 también fueron fabricados por BREL, en los Talleres de Derby Litchurch Lane. El motor utilizado en los prototipos de las cabezas tractoras fue el Paxman 'Valenta' 12RP200L, que desarrollaba 2250 caballos (1677,8 kW). El equipo eléctrico fue suministrado por Brush. Las cabezas tractoras tenían un puesto de conducción principal en un extremo con forma aerodinámica y el otro extremo plano y con pasarela, tenía solo un puesto de conducción auxiliar para maniobras.
Los dos prototipos de cabezas tractoras salieron de los talleres de fabricación en junio y agosto de 1972, e inicialmente se numeraron como 41001 y 41002, pero después de un breve período, todo el conjunto, incluidos los coches de pasajeros, se reclasificó como una unidad múltiple diesel-eléctrica, con el nombre de Clase 252 de British Rail. Las cabezas tractoras recibieron los números de inventario 43000 y 43001. Después de realizarse pruebas en la región oriental, el prototipo de tren diésel de alta velocidad (HSDT) se transfirió a la región occidental, donde comenzó a prestar servicio en el trayecto Paddington – Bristol – Weston-super-Mare.

### Producción en serie

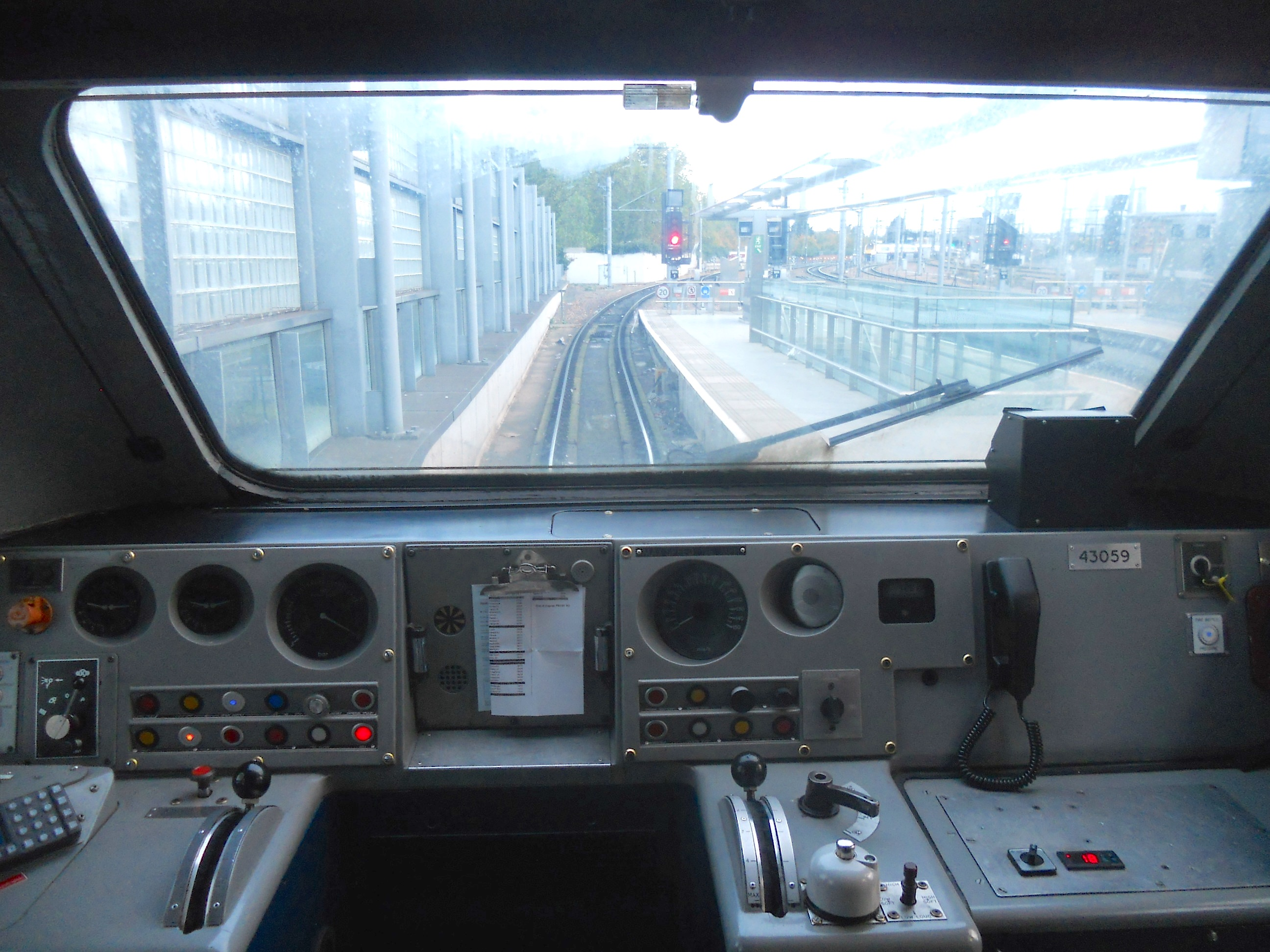
La cabina del maquinista y los controles a bordo de una cabeza tractora de la Clase 43

El diseño tuvo éxito y dio lugar a pedidos de producción para trenes similares destinados a prestar servicio en las regiones Occidental, Oriental, Escocesa y Londres Midland. Las cabezas tractoras de producción en serie presentaban una parte delantera rediseñada sin topes convencionales, aunque se podía usar una barra de tiro rígida para conectar un HST a una locomotora convencional. Tras la introducción de los conjuntos HST de producción en serie, se retiró la unidad prototipo y las cabezas tractoras pasaron a la División de Investigación en Derby. De los diez prototipos de coches, dos se adaptaron para su uso en el Tren Real, cinco se modificaron para su uso con los HST de producción en serie, y tres se transfirieron a las existencias departamentales.
Las 197 cabezas tractoras producidas están numeradas del 43002 al 43198. El número 43001 se adjudicó al segundo de los dos prototipos de cabezas tractoras, mientras que el primero (ahora conservado en el NRM; anteriormente operativo en el GCR) cambió su denominación a 43000, un hecho inusual porque la clasificación de TOPS British Rail numeró sus locomotoras desde 001 en adelante (esta situación se dio porque el prototipo no estaba clasificado como locomotora en ese momento).

### Unidades con topes

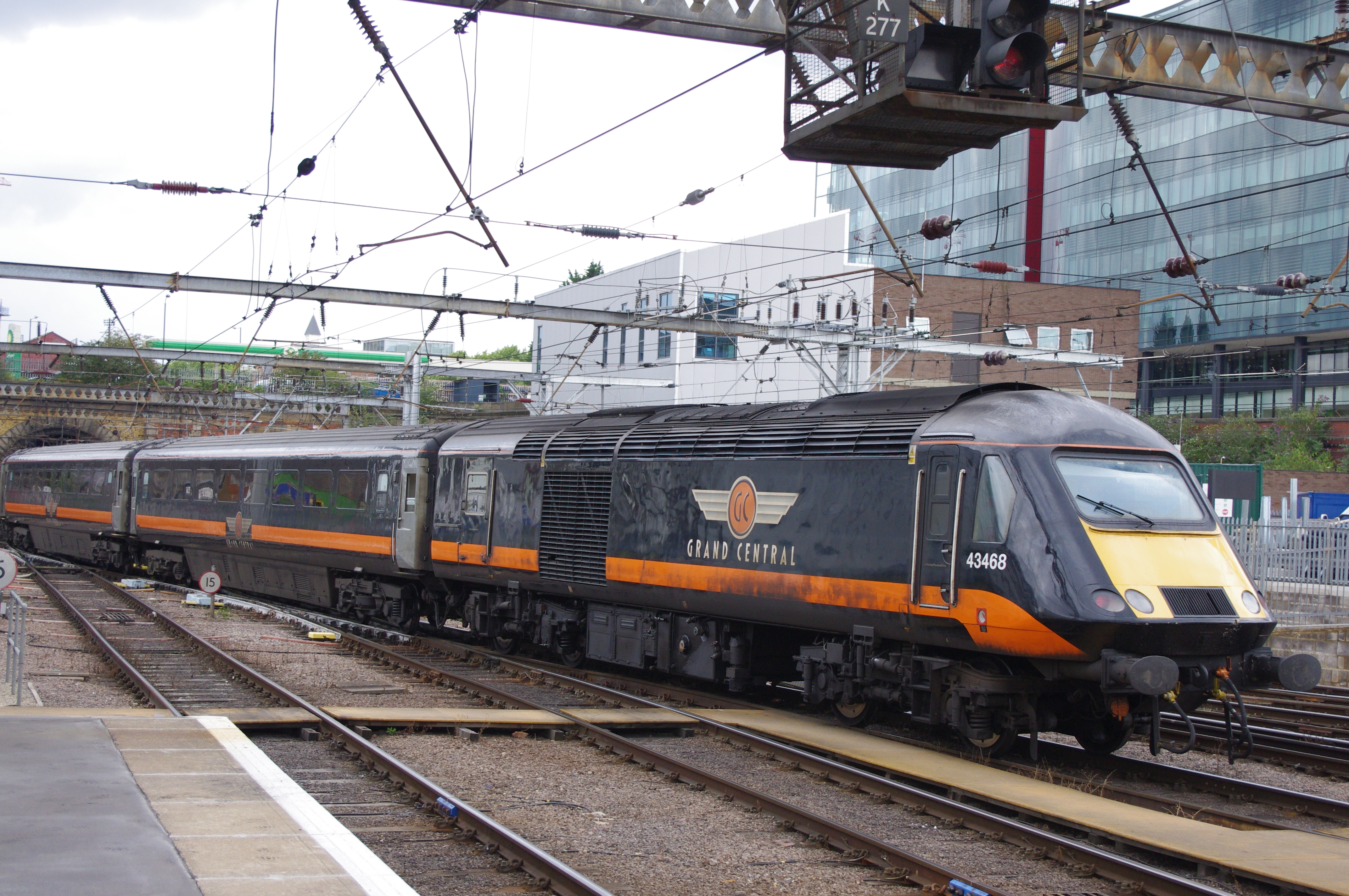
Unidad 43468 saliendo de la Estación de King's Cross en Londres (2011)

En 1987, mientras que la electrificación de la Línea Principal de la Costa Este estaba en marcha, British Rail se dio cuenta de que los nuevos coches Mark 4 diseñados para las locomotoras de la Clase 89 y de la Clase 91, no se terminarían a tiempo para la introducción de trenes de eléctricos en la línea principal de la costa este, por lo que, a finales de 1987, se llevaron a cabo un total de ocho conversiones de cabezas tractoras de la Región Oriental en la Unidad de Desarrollo de Ingeniería de Derby, mientras que otras seis fueron convertidas por el taller de reparación de máquinas diésel en Stratford para quitar el faldón inferior y colocar topes.
Después de equiparlas con topes, estas cabezas tractoras comenzaron a funcionar como sustitutos de las locomotoras de las Clases 91 y 89. Las locomotoras, que trabajaban con los coches Mark3 convencionales, operaron en la línea entre 1987 y 1991, cuando entraron en servicio las últimas locomotoras de la Clase 91. Además de la instalación de topes en estas cabezas tractoras, también se les añadió un equipo especial de control remoto para que pudieran ser controladas por la locomotora situada en la parte delantera del tren. Una vez que estas locomotoras abandonaron las funciones de máquina en cabeza, se eliminó el equipo remoto.
Después de la privatización de los ferrocarriles, estas cabezas tractoras se unieron a la flota de Virgin Trains que operaba en las rutas CrossCountry y West Coast, donde desplazaron a las locomotoras más antiguas. Todas las unidades fueron repintadas de sus colores InterCity originales a la librea roja de Virgin. Más tarde, Virgin Trains retiró los trenes de alta velocidad cuando se recibieron las nuevas unidades de la Clase 220 y de la Clase 221, y casi todas estas cabezas tractoras se almacenaron en Long Marston.
Después de años de almacenamiento, la compañía Midland Mainline compró varias de las cabezas tractoras para formar parte del Project Rio, un servicio especial que circulaba desde la Estación de Saint Pancras hasta Mánchester, mientras que se estaban realizando trabajos de renovación en la West Coast Main Line. Estas unidades se mantuvieron con la librea de Virgin Trains pero sin marca durante todo su tiempo con Midland Mainline y se volvieron a almacenar una vez que el Project Rio finalizó en 2006.
Dos unidades se incorporaron al New Measurement Train de Network Rail en 2003, y han continuado operando con este servicio desde entonces. Ambas unidades disponen de motores MTU.
Se arrendó una unidad a GNER como una cabeza tractora única, que funcionaba como una unidad de repuesto a la que podía recurrirse si fallaba algún tren HST. Durante la mayor parte de su tiempo con GNER, tuvo su base en el astillero de Craigentinny en Edimburgo y se pintó con los colores de GNER. El contrato de arrendamiento de esta locomotora finalizó en 2006 y se volvió a almacenar en Long Marston.
En 2007, Grand Central se interesó por las cabezas tractoras almacenadas, y las incorporó a su flota de tres trenes de alta velocidad HST. En total, seis fueron compradas por la empresa y operaron servicios de alta velocidad entre Sunderland y Kings Cross en Londres. Dos fueron las cabezas tractoras Paxman Valenta operativas finales, siendo rediseñadas en 2010 al equiparse con motores MTU. Mientras se estaban adaptando en los talleres, Grand Central agregó la franja naranja que aparece en sus unidades de la Clase 180. También volvió a pintar los extremos delanteros (haciendo que se parecieran más a las HST sin topes) y volvió a numerar las cabezas tractoras con el cuatrocientos. Fueron retiradas del servicio de Grand Central en 2017, después de que se adquirieran más unidades de la Clase 180.

### Motores

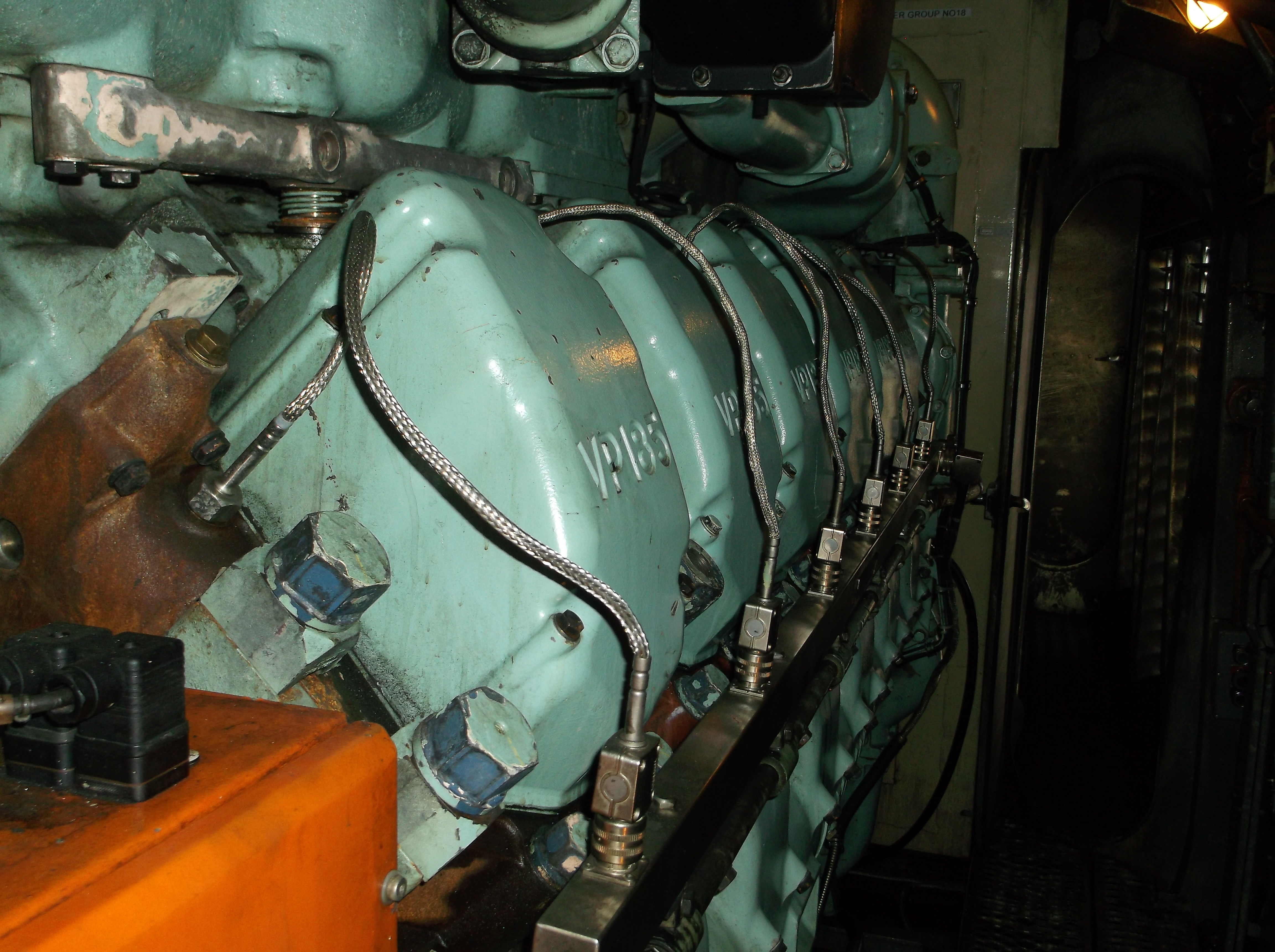
Motor Paxman VP185 en una cabeza tractora de la Clase 43 de East Midlands Trains

British Rail experimentó con motores Mirrlees Blackstone MB190 en cuatro unidades de la Región Occidental (43167-43170) entre 1987 y 1996, pero esta prueba no tuvo éxito y se reinstalaron los motores Paxman Valenta estándar.
Paxman comenzó el desarrollo del sucesor del Valenta, el Paxman VP185, en 1987. La sugerencia de que British Rail participara en un ensayo del nuevo motor VP185 en el InterCity 125 se planteó por primera vez en enero de 1991, y se firmó un acuerdo formal para realizar la prueba en mayo de 1993.
Un requisito de calificación para la prueba era que el motor debía someterse al mismo tipo de ensayos que British Rail había llevado a cabo entre diciembre de 1993 y febrero de 1994. La prueba involucró la realización de 3.000 ciclos, cada uno de 10 minutos de duración, con cuatro minutos a la máxima potencia de 2611 kW (3501,4 HP) y seis minutos al ralentí, simulando la naturaleza típica de 'encendido-apagado' del servicio IC125. La prueba era mucho más severa que el servicio operativo, donde el tren opera a un máximo de 1678 kW (2250,2 HP). Los resultados exitosos de la prueba despejaron el camino para la instalación de un VP185 en una Cabeza Tractora 43170 en las Cocheras de Laira en Plymouth, para realizar pruebas en servicio en el verano de 1994. La unidad 43170 entró en servicio el 22 de septiembre de 1994, y recibió la placa de identificación "Edward Paxman".
A finales de la década de 1990, se rediseñaron veinticinco unidades HST con motores Paxman VP185 para mejorar el consumo de combustible y reducir las emisiones.
El último motor VP185 que se fabricó en los Talleres de Colchester de Paxman se envió desde la fábrica el 15 de septiembre de 2003 como parte de un programa para equipar 14 unidades de Midland Mainline con motores VP185 para complementar los cuatro ya convertidos durante 1994/95, y esto condujo a incorporar las cabezas tractoras 43043/045/048-050/052/055/060/061/072/073/076/082 al grupo de las 43047/059/074/075, que ya disponían de este tipo de motor.
En la actualidad, no hay cabezas tractoras producidas en serie equipadas con motores Paxman Valenta, aunque el Grupo 125 ha reinstalado uno de ellos en el prototipo superviviente, la unidad 41001 (anteriormente 43000).

### Ensayo híbrido diésel-batería
En 2007, Brush Traction e Hitachi dotaron a la cabeza tractora 43089 (equipada con un motor Paxman Valenta) y a un coche Mark 3 semipermanentemente acoplado de un sistema de propulsión híbrido provisto de una batería para realizar pruebas experimentales. La cabeza tractora recibió en nombre de "Hayabusa" (que en japonés significa halcón peregrino, nombre del proyecto 'V-Train 2'). Posteriormente volvió al servicio normal con la compañía East Midlands Trains.

## Prolongación del período en servicio
La flota de trenes de alta velocidad, que ha estado en funcionamiento desde finales de la década de 1970, ha sido reemplazada en gran parte por el Programa Intercity Express.
- Durante 2005, dos cabezas tractoras eléctricas de la Clase 43 (43004 y 43009) operadas por el operador Great Western Railway fueron equipadas con nuevos motores MTU V16 4000 antes de ser probadas en el servicio de pasajeros de la Línea del Great Western. En diciembre de 2005, First anunció que todas sus cabezas tractoras recibirían el motor MTU, que ofrece mejoras sobre los motores Paxman 12RP200 'Valenta' existentes, con reducción de ruido, humo y emisiones de escape, mayor fiabilidad y eficiencia de combustible.[14]
- East Coast también rediseñó su flota con motores MTU, un proceso iniciado bajo su predecesor, el GNER. La flota de cabezas tractoras con motor renovado de East Coast se ha renumerado en las series 432xx y 433xx al agregar 200 al número de cabezas tractoras existente.
- East Midlands Trains declaró que instalaría motores Paxman VP185 en todas sus cabezas tractoras eléctricas antes del final de su franquicia. Desde entonces ha completado esta operación, aunque las cabezas tractoras rediseñadas conservaron sus números originales.
- Grand Central había equipado su flota HST con motores MTU, y la primera pareja entró en servicio el 21 de septiembre de 2010. También se han vuelto a pintar con una franja naranja para que coincida con las unidades de la Clase 180 de Grand Central.[15] La 43123 fue la última cabeza tractora de Valenta. Ahora lleva una placa con el rótulo "Valenta 1972-2010". El último servicio de pasajeros de una cabeza tractora con motor Valenta se produjo el 19 de diciembre de 2010. El 22 de diciembre de 2010, la unidad con motor Valenta se utilizó en cuatro recorridos de despedida entre York y Sunderland, impulsados por la unidad 43123. Todas las cabezas tractoras han sido rediseñadas por Brush Traction, Loughborough, y han sido renumeradas en el rango 43/4.
- La primera cabeza tractora HST con la librea de CrossCountry, la unidad 43301 (anteriormente 43101) salió de su revisión en Brush Traction, Loughborough, el 16 de julio de 2008. CrossCountry también volvió a numerar todas sus unidades HST, agregando 200 al número anterior.
- En 2003, Network Rail lanzó su New Measurement Train, un conjunto InterCity 125 especialmente transformado. Su librea amarilla le ha valido el sobrenombre de "The Flying Banana".

## Operaciones

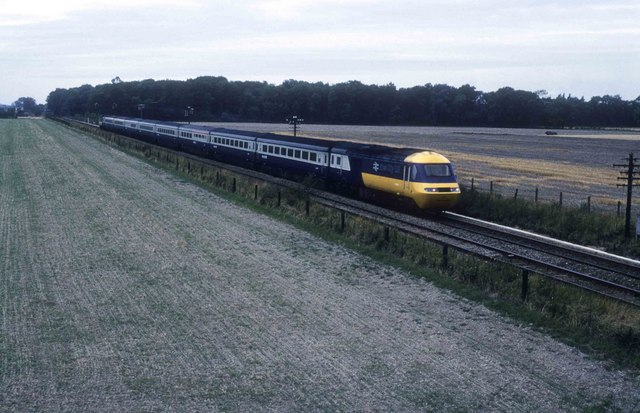
Tren de ocho coches en la Línea Principal de la Costa Este en 1979

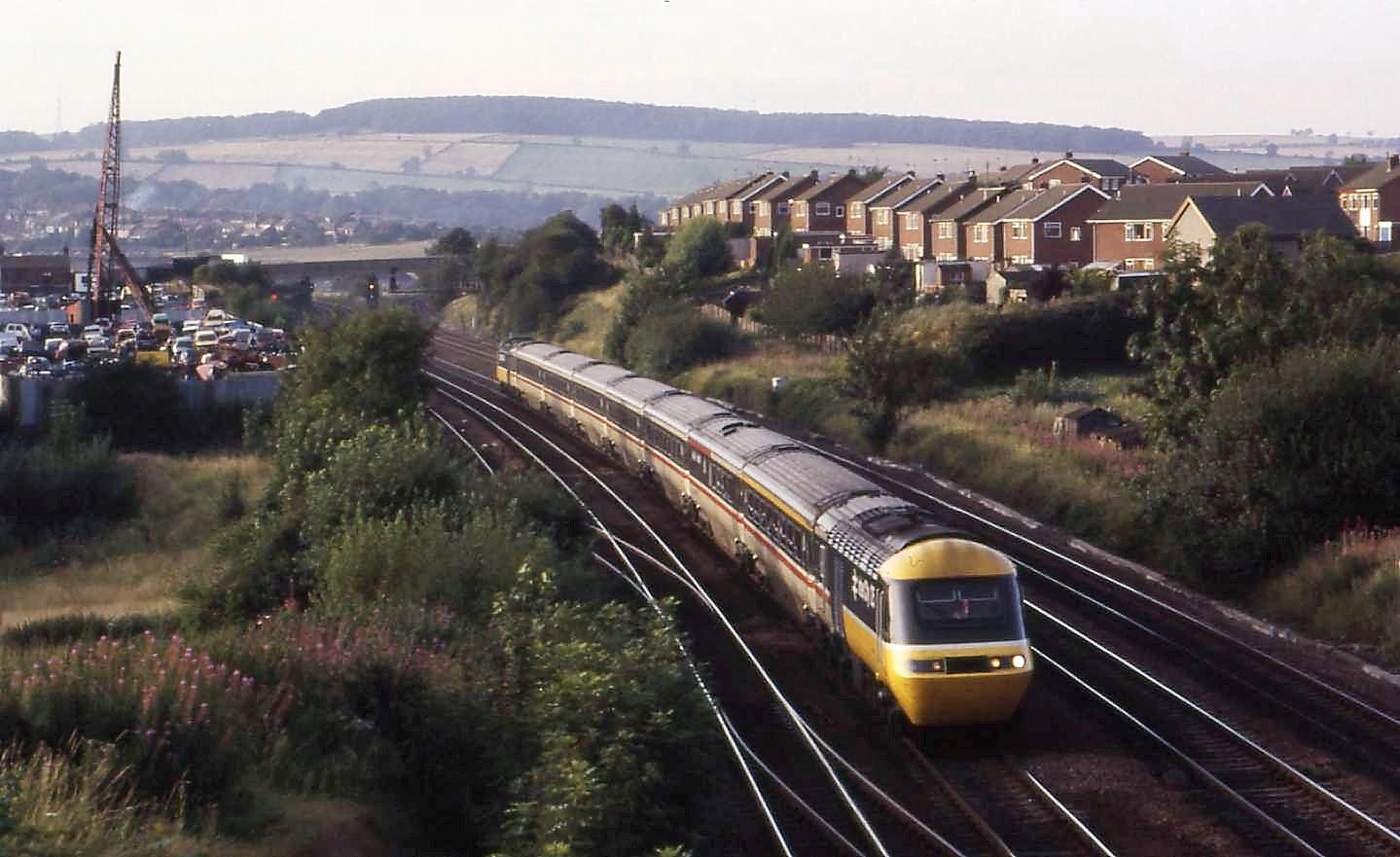
Tren de siete coches de Cross Country en los años 1980

Cuando se construyeron en los Talleres de Crewe, las unidades InterCity 125 se consideraron unidades diésel múltiples, y se asignaron a las Clases 253 y 254 para los servicios de las regiones Occidental y Oriental, respectivamente. Las cabezas tractoras se introdujeron en la región Midland más adelante.
Hasta la introducción del HST, la velocidad máxima de los trenes británicos estaba limitada a 100 mph (160 km/h). El aumento de la velocidad y la rápida aceleración y desaceleración del HST lo hicieron ideal para el servicio de pasajeros y redujo drásticamente los tiempos de viaje por todo el país. El prototipo InterCity 125 (cabezas tractoras 43000 y 43001) estableció el récord mundial de velocidad para un vehículo ferroviario de tracción diésel, con un registro de 143 mph (230 km/h) logrado el 12 de junio de 1973. Un HST también tiene el récord mundial de velocidad para un tren diésel con pasajeros a bordo: el 27 de septiembre de 1985, un recorrido especial para la prensa con ocasión del lanzamiento del nuevo servicio Tees-Tyne Pullman desde Newcastle a King's Cross en Londres, formado por un conjunto acortado de 2 + 5, alcanzó brevemente las 144 mph (231,7 km/h) al norte de York.
Durante 1987, ocho cabezas tractoras HST se convirtieron para su uso como unidades reversibles para operar con locomotoras de la Clase 91 durante las pruebas en la línea principal de la costa este. Las cabezas tractoras estaban equipadas con topes y equipos de multiplexión por división de tiempo que les permitían controlar directamente una locomotora de la Clase 91, y se trasladaron a la Línea Principal de la Costa Este, donde se usaron con locomotoras de la Clase 89 y luego de la Clase 91 de Londres a Leeds. Después de que se entregaron los coches del tipo Mk 4, se retiró el equipo de control auxiliar de las cabezas tractoras HST, y a continuación volvieron a su modo de funcionamiento formal. Las cabezas tractoras utilizadas para este proyecto se pueden identificar fácilmente, ya que todavía están equipadas con topes. Posteriormente se transfirieron a Virgin Cross Country y se almacenaron cuando Virgin reemplazó su flota HST por los trenes Bombardier Voyager (aunque Arriva, tras hacerse cargo de la franquicia, adquirió diez cabezas tractoras eléctricas, cuatro de las cuales contaban con topes). Grand Central compró seis de estas unidades para cubrir los servicios entre Sunderland y Londres. Las dos restantes se integraron en el New Measurement Train de Network Rail.
Después de la privatización de British Rail, se siguieron utilizando los equipos HST. De las 197 locomotoras construidas, 193 permanecieron en servicio. Las cinco cabezas tractoras retiradas (43173, 43011, 43019, 43140 y 43030), se habían dado de baja debido a accidentes ferroviarios sucedidos en 1997, 1999, 2004 y 2020.

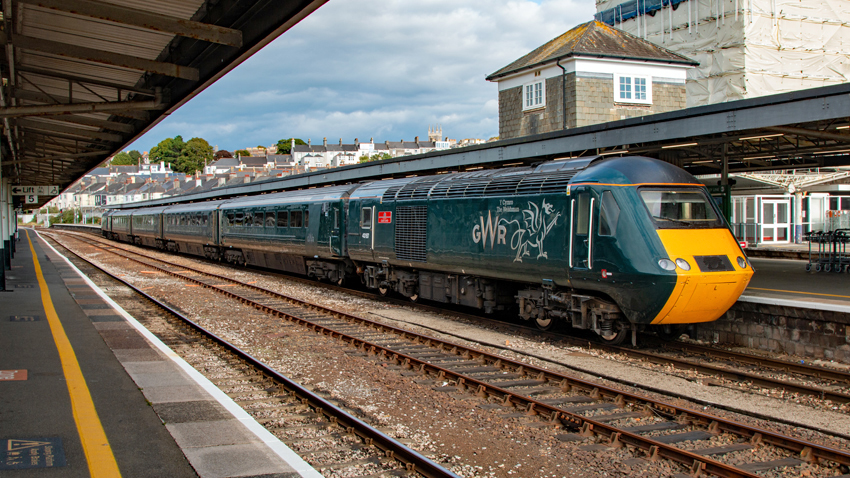
Tren GWR Castle HST en Plymouth

Todos los HST del Ferrocarril del Noreste de Londres operados por Great Western Railway (GWR) fueron reemplazados por unidades de la Clases 800/801/802 en 2018/2019. Veintisiete composiciones, cada una con cuatro o cinco coches de pasajeros, se trasladaron desde el Great Western Railway a Abellio ScotRail y se reacondicionaron con depósitos de control de emisiones y puertas automáticas estancas para operar en los servicios de Edimburgo y Glasgow hasta Aberdeen e Inverness. Las dos primeras fueron entregadas a Craigentinny TMD para formar a las tripulaciones en septiembre de 2017. La primera unidad entró en servicio en octubre de 2018.
El GWR retuvo 24 cabezas tractoras para formar once trenes con cuatro coches de pasajeros, conocidos como composiciones "Clase Castle" para cubrir servicios locales entre Cardiff y Penzance.

### Futuro
GB Railfreight ha expresado su interés en la posibilidad de convertir las composiciones de alta velocidad relevadas del servicio para su uso en el transporte de paquetes y otro tipo de correo.
En 2021, RailAdventure adquirió las seis cabezas tractoras 43/4, más dos adicionales para repuestos, para emplearlas en la rotación de existencias como parte de su entrada al mercado del Reino Unido a través de la adquisición de Hanson and Hall Rail Services. Se exportaron dos a Alemania para exhibirlas en una feria comercial en septiembre de 2021. Regresaron en noviembre de 2021.
El 25 de noviembre de 2022, GWR anunció que retiraría su flota de la 'Clase Castle'. Se esperaba que las bajas se hicieran efectivas en un período de dos años.
A principios de septiembre de 2023, tres coches motorizados y 11 vagones Mark 3 estaban en proceso de exportarse a México para su uso en el Ferrocarril del Istmo de Tehuantepec, esto arribaron al puerto de Coatzacoalcos para ser usados en Tren Interoceánico.

## Flota
| Estado/Operador                            | Imagen      | Cantidad | Numeración |
| ------------------------------------------ | ----------- | -------- | --- |
| Colas Rail                                 |             | 5        | 43251, 43257, 43272, 43274, 43277. |
| CrossCountry                               |             | 12       | 43207-43208, 43239, 43285, 43301, 43303–43304, 43321, 43357, 43366, 43378, 43384. |
| Servicios de prueba y adquisición de datos |             | 4        | 43050, 43054, 43066, 43076. |
| Great Western Railway                      |             | 29       | 43004, 43009-43010, 43016, 43027, 43029, 43040, 43042, 43088, 43092-43094, 43097–43098, 43122, 43153-43156, 43162, 43171-43172, 43186-43189, 43192, 43194, 43198.                             |
| Locomotive Services Limited                |             | 7        | 43046-43047, 43049, 43055, 43058-43059, 43083. |
| Network Rail                               |             | 5        | 43013-43014, 43062, 43090, 43299 |
| RailAdventure                              |             | 4        | 43465, 43468, 43480, 43484 |
| ScotRail                                   |             | 52       | 43003, 43012, 43015, 43021, 43026, 43028, 43031–43037, 43124-43139, 43141-43152, 43163-43164, 43168-43169, 43175-43177, 43179, 43181-43183                                                    |
| Ferrocarril del Istmo de Tehuantepec       |             | 11       | 43007, 43022, 43158, 43170, 43295, 43303, 43306, 43307, 43316, 43320, 43378 |
| Preservadas                                |             | 16       | 43002, 43018, 43025, 43044-43045, 43048, 43056, 43060, 43071, 43073, 43081-43082, 43089, 43159, 43185, 43300, 43302.                                                                          |
| Almacenadas                                | Almacenadas | 32       | 43005, 43017, 43020, 43023-43024, 43041, 43052, 43063, 43091, 43160-43161, 43165, 43174, 43190-43191, 43206, 43238, 43296, 43305, 43308-43312, 43314-43315, 43317-43319, 43367, 43423, 43467. |
| Desguazadas                                | Desguazadas | 22       | 43011, 43019, 43030, 43043, 43053, 43061, 43064, 43069-43070, 43075, 43078-43079, 43086-43087, 43140, 43173, 43180, 43193, 43195-43197, 43313                                                 |
| Referencias:                               |             |          | |

## Cuadragésimo aniversario

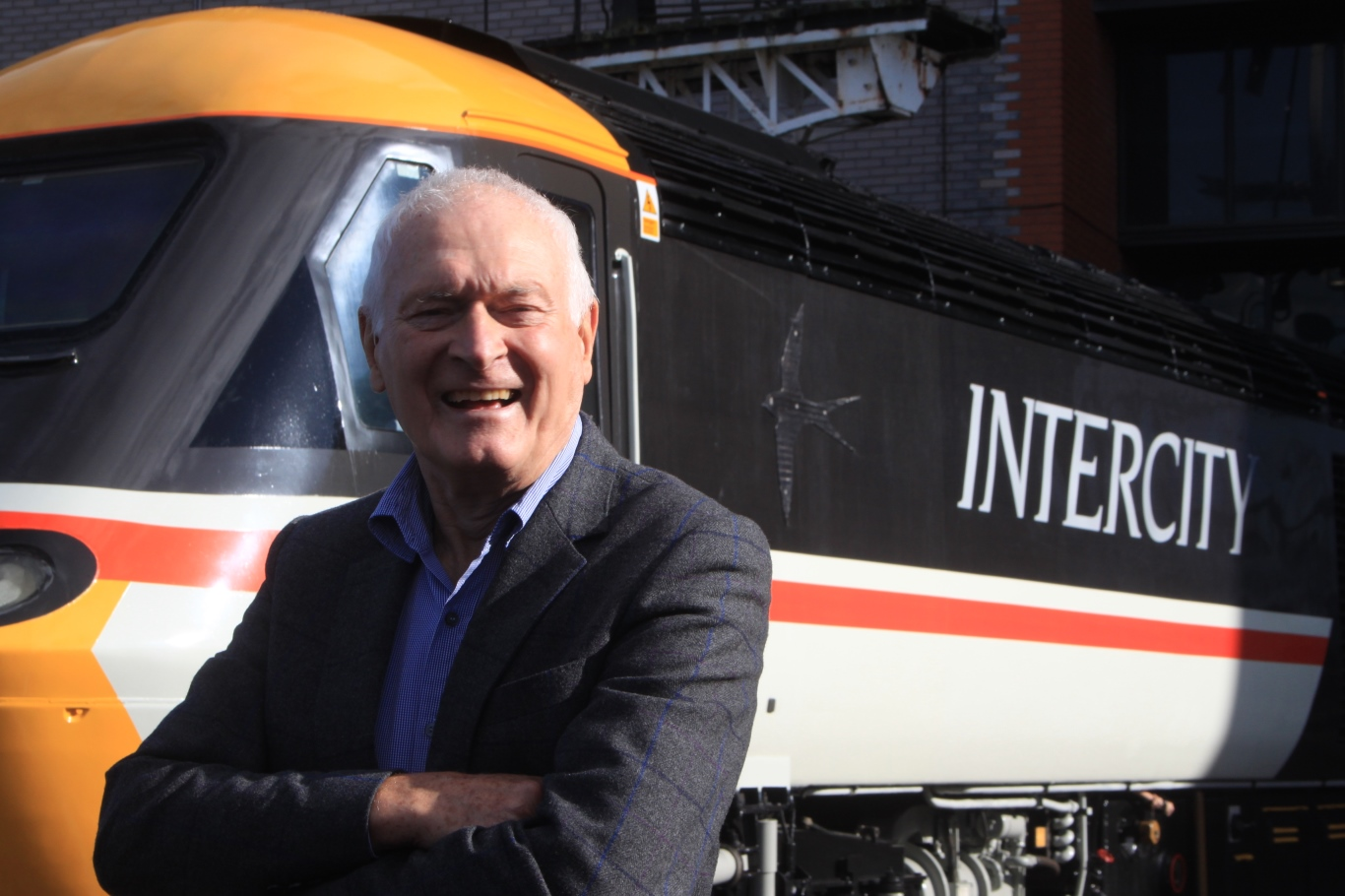
Kenneth Grange el 2 de octubre de 2016, con la cabeza tractora 43185 InterCity 125, cuya carrocería diseñó en la década de 1970.

El 2 de mayo de 2016 se llevó a cabo una jornada de puertas abiertas en las Cocheras de St Philip Marsh de Bristol, con una composición de la Clase 43 de cada operador (excepto de CrossCountry) para celebrar el cuadragésimo aniversario del HST. También se pudieron ver varias locomotoras y trenes de pasajeros, como las unidades 150 247 y 166 214, ambas con sus nuevas libreas del GWR, la 158 798 con su librea del Grupo Springboard Opportunity y el prototipo de la Clase 41 HST. 
En el evento, la cabeza tractora 43002 (numerada 253 001 como una unidad múltiple diésel) se presentó con los colores originales del Intercity 125 y se denominó "Sir Kenneth Grange" en honor al diseñador de la carrocería de la Clase 43. Por su parte, el 2 de octubre de 2016 se presentó la cabeza tractora 43185 con la librea "Swallow" del InterCity. Ambas unidades prestaron servicio con el Great Western Railway (First Great Western), y se ha conservado la unidad 43002.

## Accidentes
Se han producido cuatro incidentes graves relacionados con unidades de la Clase 43, que provocaron la baja de cinco cabezas tractoras.
- Accidente ferroviario de Southall: el 19 de septiembre de 1997, la unidad 43173 al frente de un servicio entre Swansea y Paddington rebasó una señal en rojo, provocando una colisión a alta velocidad con un tren de carga.
- Accidente ferroviario de Paddington de 1999: el 5 de octubre de 1999, la unidad BR Clase 165 115 se saltó una señal de peligro mientras salía de Paddington en un servicio de Thames Trains, chocando con la unidad 43011 con destino a Londres.
- Accidente ferroviario de Ufton Nervet: el 6 de noviembre de 2004, la unidad 43019 que remolcaba un servicio de Londres a Plymouth, chocó con un automóvil en el paso a nivel de Ufton Nervet. El impacto causó un grave descarrilamiento en el que murieron seis personas a bordo del tren, incluido el maquinista.
- Descarrilamiento de Stonehaven: el 12 de agosto de 2020, un servicio de Abellio ScotRail en la Línea Dundee-Aberdeen descarriló debido a un deslizamiento de tierra cerca de Stonehaven, causando la muerte de tres personas. Ambos cabezas tractoras, la 43140 y la 43030, tuvieron que ser dadas de baja.[38][50][51]

Ha habido incidentes menores relacionados con la Clase 43, entre los que se pueden citar los siguientes:
- El 28 de agosto de 1979, la cabeza tractora 43110 descarriló al sur de Northallerton. La causa se atribuyó a un bajo nivel de lubricante en la caja de cambios, lo que provocó que el piñón fallara y bloqueara las ruedas delanteras. Con la cabeza tractora trasera empujando el tren, las ruedas bloqueadas patinaran, dañando los carriles y algunos de los desvíos situados en el lado sur de la estación.[52]
- El 16 de marzo de 1986, la cabeza tractora 43118 sufrió daños por colisión después de descarrilar mientras salía de las cocheras de Neville Hill.[53]
- El 3 de abril de 2016, la cabeza tractora 43160 estuvo involucrada en lo que se describió como una colisión de "bajo impacto" en la estación de Plymouth. Un servicio de cercanías local chocó con un tren que circulaba de Plymouth a Paddington a baja velocidad. La cabeza tractora sufrió daños en la parte delantera y en las ruedas tractoras.[54]
- El 20 de agosto de 2017, la unidad 43188 descarriló parcialmente en la salida de Paddington mientras estaba dispuesta en la cola del tren de Great Western Railway de las 11:57 a Penzance, debido a un fallo en la vía.[55]
- El 31 de diciembre de 2017, la unidad 43195 chocó contra un árbol cerca de Hemerdon, Plymouth.[56][57]
- El 17 de abril de 2018, la cabeza tractora 43138 sufrió daños debido a un incendio en el motor mientras se encontraba en la estación de Penzance.[58]
- El 6 de abril de 2019, la unidad 43045 se incendió en Leicester mientras remolcaba el tren de las 14:45 entre Nottingham y St Pancras.[59][60][61]
- El 13 de junio de 2019, la unidad 43054 chocó con el terreno desprendido de un talud cerca de Corby, Northamptonshire.[62][63]
- El 13 de noviembre de 2019, la unidad 43300 chocó con la cabeza tractora de un tren de la Clase 800 Azuma en las cocheras de Neville Hill, en Leeds.[64]
- El 10 de abril de 2021, la unidad 43012 descarriló cerca de Dalwhinnie. La línea entre Aviemore y Pitlochry estaba cerrada.[65][66]

## Sustitución
La flota HST se encontraba en 2020 en su sexta década de servicio, estando prevista su sustitución de acuerdo con el Programa Intercity Express promovido por el Departamento de Transporte del Reino Unido. Un consorcio encabezado por Hitachi ha diseñó y estaba construyendo las nuevas unidades, inicialmente denominadas "Super Express Train". Se habían previsto varios tipos de composiciones, incluyendo versiones tanto eléctricas como bimodales (electrodiésel) en longitudes de cinco o nueve coches. Los primeros lotes reeplazaron a los HST en la Línea Principal del Great Western y en la Línea Principal de la Costa Este.

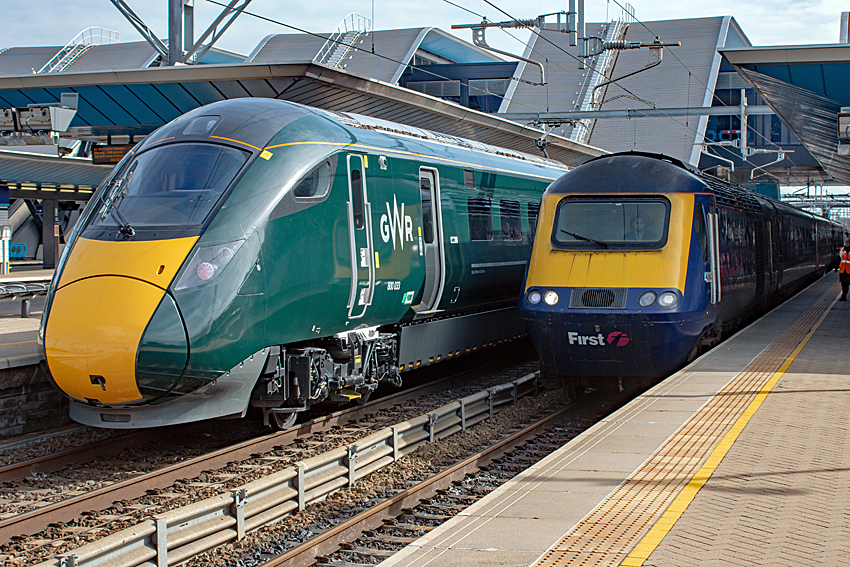
Antiguas y nuevas máquinas en Reading.

En la franquicia del Greater Western, el último de los antiguos HST completos se retiró en junio de 2019. Originalmente, entre 12 y 20 conjuntos de HST debían conservarse y reacondicionarse para continuar brindando servicios entre Londres, Devon y Cornualles hasta mediados de la década de 2020, en aquellas rutas cuya electrificación todavía no estaba prevista; y en el Sur de Devon, donde los motores diésel de la Clase 800 no serían capaces de remontar adecuadamente las pronunciadas pendientes de las rampas existentes. Un informe publicado en 2011 concluyó que los autocares Mark 3 podrían permanecer en servicio hasta 2035, sujeto a algunos cambios de cableado menores y mejoras requeridas por la legislación sobre discapacidad. Sin embargo, en marzo de 2015 se anunció que el HST sería reemplazado por unidades de la Clase 802, un derivado más potente de los trenes de la Clase 800 bimodales.
Inicialmente, los trenes Bombardier Voyager y Alstom Clase 180 Adelante de alta velocidad reemplazaron numerosas unidades HST, pero los antiguos trenes volvieron a ponerse en servicio como resultado del aumento de la demanda. Algunos conjuntos de Great Western se conectaron a los trenes de Abellio ScotRail para reemplazar las unidades de la Clase 170, mientras que el GWR retuvo otros trenes para operar servicios locales. Estaba previsto que el GWR retirará estas unidades porlas de la Clase 802 en diciembre de 2023.
La compañía Grand Central Railway arrendó cinco unidades de la Clase 180 más al GWR para reemplazar sus trenes HST y aumentar el tamaño total de su flota. Esto, a su vez, permitió que los HST se conectaran a las composiciones de East Midlands Trains. Los trenes de East Midlands Trains se traspasaron a la nueva franquicia East Midlands Railway, que anunció que los reemplazaría por una combinación de unidades de la Clase 180 y de la Clase 222 gracias a la electrificación de nuevos tramos de línea principal, aunque en última instancia se sustituyeron por unidades bimodales de la Clase 810.
Al ser retirada, la unidad 43002 se destinó al Museo Nacional del Ferrocarril en York, acompañando a la unidad 43102 (43302).

## Preservación
Actualmente se han guardado trece cabezas tractoras de la Clase 43 para su conservación.
El Museo Nacional del Ferrocarril de York ha conservado la unidad 43002, la primera cabeza tractora de la Clase 43 producida en serie. El Consejo Asesor de Designación de Herencia Ferroviaria seleccionó la unidad 43102 (43302) para su conservación, por ser la locomotora diésel más rápida del planeta. La cabeza tractora se donó al Museo Nacional del Ferrocarril de York tras ser retirada del servicio en mayo de 2021, y actualmente se encuentra en el Museo Locomotion.

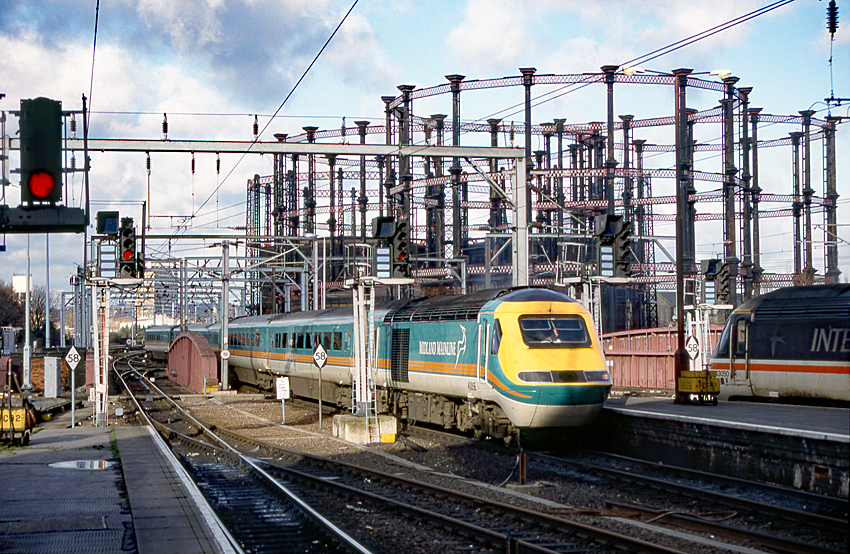
Tren43056 con los colores de Midland Mainline en 1998.

La compañía Angel Trains donó la unidad 43018 al Crewe Heritage Centre, tras haber servido de origen de repuestos para Abellio ScotRail. Porterbrook también donó la unidad 43081 al museo en 2021, que tenía la particularidad de ser la locomotora número 8000 construida en Crewe. Porterbrook donó las unidades 43048 y 43089 al 125 Group. Ambas se trasladaron a las instalaciones del grupo cuando terminó su contrato de arrendamiento con East Midlands Railway. Posteriormente, el grupo compró a Porterbrook la unidad 43044 en 2021, y la 43159 fue objeto de una donación en junio de ese mismo año.
La unidad 43045 se ha conservado en el Centro de Innovación Ferroviaria de Long Marston tras su período de servicio con Colas Rail y de permanecer un tiempo almacenada.
La Universidad de Birmingham arrendó la unidad 43056 para su uso como vehículo de investigación y desarrollo. En noviembre de 2021, la cabeza tractora fue donada al Welsh Railways Trust con sede en el Ferrocarril de Gwili. 125 Heritage Ltd, con sede en el Ferrocarril de Colne Valley, donde se cuenta con tres cabezas tractoras de la Clase 43 (43071, 43073 y 43082).
Además de estas doce unidades, Locomotive Services Limited ha conervado otras siete cabezas tractoras (43046, 43047, 43049, 43055, 43058, 43059 y 43083) junto con tres juegos de coches Mark 3 para usar en trenes de excursión. Las unidades 43046 y 43055 han sido renovadas y decoradas de nuevo junto con un conjunto de coches de pasajeros, como recreación del tren Midland Pullman.

## Modelismo ferroviario
En 1977, Hornby Railways lanzó su primera versión del BR Clase 43 (HST) a escala OO. Lima también ha lanzado un modelo HST a escala OO. Dapol por su parte ha comercializado un modelo HST a escala N.